# Вікрамадітья I Сат'яшрая
Вікрамадітья I Сат'яшрая (*ವಿಕ್ರಮಾದಿತ್ಯ ೧, д/н —678) — махараджахіраджа держави Чалук'я у 650/654–678 роках, відновив вплив династії в Індостані.

## Життєпис
Походив з династії Чалук'я. Син махарадахіраджи Пулакешина II, після загибелі якого у 642 році розпочалася війна між його синами. Вікрамадітья боровся за владу зі своїми братами до 654 року, коли при допомозі династії Західних гангів зумів перемогти суперників. У 655 році він відвоював у Паллавів столицю Ватапі та звільнив від ворогів усю територію Чалук'їв.
Вслід за цим протягом 660—675 років майже безперервно воював з Паллавами. У 670 році взяв в облогу їх столицю Канчіпурам, проте неподалік від неї у 670 році зазнав поразки. Вслід за цим вже Чалук'ї вимушені були оборонятися. У 674 році Вікрамадітья зазнав поразки біля Пуруваланалур. Зрештою Вікрамадітья I уклав мир з Паллавами з обіцянкою сплачувати щорічну данину. В цей час брат Вікрамадітьї — Джаясімха-варман переміг державу Майтраків в Латі (Гуджарат).

## Родина
Дружина — Гангамахадеві з династії Західних Гангів
Діти:
- Вінаядітья, володарював у 678–696 роках.